# Бурная вечеринка
«Бурная вечеринка» (англ. The Wild Party) — фильм нуар режиссёра Гарри Хорнера, который вышел на экраны в 1956 году.
Фильм рассказывает о разношёрстной группе бездельников во главе с бывшей звездой американского футбола Томом Капфеном (Энтони Куинн), которая в пьяном угаре берёт в заложники молодую пару в составе морского офицера (Артур Франц) и его невесты (Кэрол Омарт), требуя с них деньги и угрожая девушке изнасилованием.
Критики неоднозначно оценили картину, обратив внимание на попытку реалистически показать в ней богемную среду своего времени и субкультуру битников, при этом высокой оценки удостоились насыщенный сленгом диалог, джазовый саундтрек Бадди Брегмана и операторская работа Сэма Ливитта. Однако сценарий и некоторые актёрские работы, в частности, Энтони Куинна, получили противоречивые оценки.

## Сюжет
В одном из джаз-клубов ночного Лос-Анджелеса пианист Кикс Джонсон (Нимайя Персофф) рассказывает историю, которая приключилась с компанией его знакомых. Сам Кикс лишился работы, так как у него нет денег, чтобы заплатить за лицензию, дающую право выступать на сцене. Однажды вечером он встречается со своей компанией, в которой главенствует бывшая звезда американского футбола Том Капфен (Энтони Куинн), который давно уже побирается по барам, воруя у барменов или выпрашивая выпивку у знакомых. В компанию входит также влюблённая в Тома его давняя поклонница Хани (Кэтрин Грант), у которой нет денег, чтобы заплатить за жильё, а также мелкий бандит Гейдж Фрипостер (Джей Робинсон), который ищет денег, чтобы сбежать из города, так как его ищет полиция. Пока группа сидит в одном из баров, Гейдж отправляется в дорогую гостиницу в поисках потенциальной жертвы. Вскоре в одном из ресторанов он замечает молодую пару — ищущую развлечений, одетую в меха Эрику Лондон (Кэрол Омарт) и её жениха, морского офицера Артура Митчелла (Артур Франц). Гейдж подсаживается к паре, уговаривая их поехать в один из клубов на окраине, где можно послушать настоящий джаз. Пара быстро соглашается, и вскоре на шикарной машине Эрики они едут в расположенный на окраине клуб The Fat Man, где их уже поджидает компания Гейджа. Том сразу же уводит Эрику танцевать, и пока Хани разговаривает с Артуром, Том прямо в танце начинает приставать к девушке. Заметив это, Хани останавливает музыку, давая Эрике возможность вырваться из рук Тома. Оскорблённая Эрика вместе с Артуром решают немедленно уехать, однако к тому времени Гейдж уже украл ключи от их машины. Так как в клубе нет телефона, чтобы вызвать такси, Эрика и Артур соглашаются добраться до города на машине Тома. Однако Том в какой-то момент неожиданно сворачивает с дороги и завозит всю компанию на стройку, где отводит Эрику в сторону и начинает к ней приставать. Заметив это, Артур бросается на Тома, но тот легко с ним расправляется. Эрика просит отпустить их, предлагая отдать свои меха и драгоценности, однако Тому этого не достаточно. Тогда Артур говорит, что у него есть знакомый владелец клуба, у которого он сможет взять взаймы 10 тысяч долларов. Том отвозит Эрику и Хани в свою хибару на краю парка аттракционов, где запирает их, а сам вместе с Гейджем, который угрожает Артуру ножом, и Киксом отправляется в ночной клуб за деньгами. В клубе их встречает владелец Бен Дейвис (Пол Стюарт), который принимает Тома и Гейджа за двух громил, которые пришли получить карточный долг Артура. Вместо того, чтобы дать денег, он достаёт пистолет и выгоняет всю компанию на улицу. Тем временем Эрика крушит каморку, пытаясь выбраться наружу, однако ей это не удаётся. Вернувшись обратно, Том с новой силой начинает приставать к Эрике, и когда Артур опять пытается её защитить, Том жестоко избивает его и отправляет Гейджа с ножом сторожить его в отдельную комнатку. Затем Том объявляет о намерении жениться на Эрике и уехать с ней в Мексику, после чего посылает Хани и Кикса в город дать телеграмму от имени Эрики её родителям о том, что у нее всё в порядке и она уезжает. Около офиса телеграфной компании Хани признаётся Киксу, что «любовь к Тому давно ушла» и она ему больше не доверяет, после чего Кикс предлагает ей бросить Тома и начать новую жизнь вместе с ним. Решив не отправлять телеграмму, они возвращаются. Тем временем Артур смог уговорить Гейджа вдвоём напасть на Тома, пообещав тому денег. Однако Том расправляется с обоими, сбрасывая Гейджа в неглубокую шахту. Когда Кикс сообщает Тому, что они не отправили телеграмму, тот начинает избивать и его. Не выдержав этого, Хани нажимает на газ автомобиля и давит Тома о металлические ворота. Пока Эрика и Артур выбираются из каморки и убегают, Хани обнимает Тома, который умирает у неё на руках.

## В ролях
- Энтони Куин — Том Капфен
- Кэрол Омарт — Эрика Лондон
- Артур Франц — лейтенант Артур Митчелл
- Джей Робинсон — Гейдж Фрипостер
- Кэтрин Грант — Хани
- Нимайя Персофф — Кикс Джонсон
- Пол Стюарт — Бен Дейвис
- Нестор Пайва — Брэнсон
- Морин Стивенсон — Эллен
- Майкл Росс — вышибала
- Джеймс Броне — бармен
- Уильям Фиппс — Уайно
- Барбара Николс — Сэнди

## Создатели фильма и исполнители главных ролей
Фильм делала сильная творческая команда. Как отмечает современный киновед Джефф Стаффорд, главным продюсером картины выступил «культовый режиссёр Ирвинг Лернер», известный постановкой фильма «Убийство по контракту» (1958), а исполнительным продюсером был Филип Йордан, который к тому времени как сценарист уже номинировался на премию «Оскар» за фильмы «Диллинджер» (1945) и «Детективная история» (1951), а в 1955 году получил эту награду за сценарий вестерна «Сломанное копьё» (1954). Историю и сценарий фильма написал Джон Макпартленд, по сценариям которого вскоре вышли такие фильмы, как драма «Калифорнийские семьи» (1957), фильм нуар «Улица грешников» (1957), фантастический фильм «Пропавшая ракета» (1958) и криминальная драма «Джонни Кул» (1963).
Режиссёр фильма Гарри Хорнер завоевал два «Оскара» за художественную постановку фильмов «Наследница» (1949) и «Бильярдист» (1961). Как режиссёр он поставил такие фильмы нуар, как «Осторожней, моя милая» (1952), «Викки» (1953) и «Жить в гармонии» (1955), а также научно-фантастический фильм «Красная планета Марс» (1952).
Как отмечает Стаффорд, «непонятно, почему Энтони Куинн согласился играть в этом фильме на этом этапе своей карьеры». Он уже имел «Оскар» за фильм Элии Казана «Вива, Сапата!» (1952), с успехом сыграл в фильме Федерико Феллини «Дорога» (1954) и был на грани ещё одной номинации на «Оскар» за роль второго плана в фильме «Жажда жизни» (1956), который находился в производстве в тот же год, что и «Бурная вечеринка».
Кэрол Омарт в том же году сыграла главную роль в фильме нуар «Алый час» (1956), а позднее запомнилась по роли сексуальной злодейки в фильме ужасов «Дом ночных призраков» (1959).
Оператор картины Сэм Ливитт впоследствии трижды номинировался на «Оскар» за фильмы «Скованные одной цепью» (1958), «Анатомия убийства» (1959) и «Исход» (1960). Он также известен как оператор таких фильмов нуар, как «Вор» (1952), «Уличные преступники» (1956), «Кровавое кимоно» (1959), «Мыс страха» (1962) и «Джонни Кул» (1963).

## История создания фильма
Рабочее название этого фильма — «Шаг к ужасу» (англ.  Step Down to Terror).
Согласно информации «Голливуд Репортер», сцены фильма в джазовом клубе снимались в Jack Gordon’s Melody Room на Бульваре Сансет в Лос-Анджелесе.
По сведениям «Голливуд Репортер» продолжительность фильма составляет 91 минуту, в то время как Variety указывает продолжительность фильма как 82 минуты.
Актриса Кэрол Омарт была взята в аренду у студии Paramount Pictures для съёмок в этом фильме.

## Оценка фильма критикой

### Общая оценка фильма
Как замечает Стаффорд, «среди многочисленных голливудских фильмов, которые пытались эксплуатировать нарождающуюся субкультуру битников и богемы в конце 1950-х годов, нет более странного фильма, чем этот». Критик пишет, что «в этой зловещей маленькой мелодраме, хипстеры являются злодеями, а их скучные жертвы невольно становятся героями. Можно увидеть в этом популярную в обществе реакцию на всё движение поколения битников и таких икон культуры, как Джек Керуак и Аллен Гинзберг, которые выступали за нонконформизм и экспериментирование». Как резюмирует Стаффорд, «сегодня фильм более интересен занятыми в нём людьми как перед, так и за камерой, а также своими крайностями, которые временами приближаются к чрезмерной театральности вне-бродвейской пьесы».
Кроме того, Стаффорд указывает на то, что «в некотором смысле эта картина выступает как ранний предшественник фильма ужасов Уэса Крейвена „Последний дом слева“ (1972), где средний класс, представленный правильной белой парой, подвергается жестокому обращению со стороны отбросов общества. Хотя этот фильм и не столь мрачный и мизантропический, как культовый фильм Крейвена, он также является историей-предупреждением с ноткой консервативной морали».
В рецензии на фильм, опубликованной на сайте Noir of the Week, картина охарактеризована как «невероятный джазовый нуар», а кинокритик Леонард Молтин назвал её «вздорной попыткой натуралистической драмы с Куинном в роли бывшей футбольной звезды, который впадает в неистовство в убогом танцевальном зале».
Как пишет киновед Крейг Батлер, «фильм должен быть благодарен музыке Бадди Бергмана. Эта джазовая, хипстерская музыка — в безупречном исполнении — обладает ароматом и качеством, которого мучительно не хватает остальному фильму и которая становится единственной реальной ценностью картины». Как далее отмечает Батлер, «на самом деле фильм странным образом околдовывает и пугает, благодаря чему какое-то время удерживает внимание зрителя. Но в конце концов всё равно превращается в большую скуку».

### Оценка работы режиссёра и творческой группы
По мнению Батлера, «конечно, сценарий не может быть зачислен фильму в плюс — это убогая, зловещая выдумка, в которой нет смысла и кажется, что существует он только для того, чтобы подпитывать параноидальные страхи среднего класса в отношении битников и хипстеров», которые якобы «не хотят ничего иного, кроме как нападать на „правильных“ людей ради удовлетворения своих наркотических запросов». При этом «нелепый диалог, который так хочет казаться „актуальным“, на самом деле просто смехотворен и совсем не помогает сюжету, который, кажется, хватается за всё, что попадается под руку». С другой стороны, кинокритик Хэл Эриксон полагает, что «хипстерские реплики, которыми перебрасываются в „Бурной вечеринке“ — это достаточное основание высидеть до конца это любопытное послание из своего времени».
Как отмечает Стаффорд, «диалог в этом фильме — это бесконечное буйство шуток, и он очень типичен для голливудского представления о том, как разговаривают битники». В частности, слабо соображающая Кэтрин Грант в поисках дозы спрашивает у джазующего музыканта Немийи Персоффа «Ты полон?», на что он отвечает: «Бэби, я пуст. Я тощий, как грех». Попытка передать сущность этой особой контркультуры заявлена с первого кадра, когда Персофф в свободной форме импровизирует на тему того, как всё покатилось вниз: «Давай со мной. Спуск. Это другая планета. Крутая и безумная. Это был июньский вечер. Это был нервный понедельник. Человек пришёл в поисках денег. Большой человек, мощная личность. Мы звали его Большой Том. Косоглазый, кривобокий король всех кошечек. Бывший футболист, бывший герой, бывшая личность, монстр, получеловек, полумальчик».
По мнению Батлера, не помогает фильму «ни беспомощная постановка Гарри Хорнера, ни даже Энтони Куинн, которому не удаётся достойно сыграть роль, когда он отягощён таким сценарием».
С другой стороны, «к положительным сторонам фильма» Стаффорд относит «красивую чёрно-белую съёмку оператора Сэма Ливитта», в частности, эпизод с закадровым рассказом в начале фильма, который «происходит на фоне ночных видов центра Лос-Анджелеса с такими давно ушедшими достопримечательностями, как Melody Bar, который имел обыкновение посещать известный гангстер Багси Сигел, и который ныне известен как The Viper Room». Кроме того, «не менее удачна заводная свингующая музыка, которую написал лауреат премии „Эмми“ Бадди Брегман, а один из номеров исполнил The Buddy De Franco Quartet».

### Оценка актёрской игры
Стаффорд полагает, что актёры подобраны крайне неудачно, и в первую очередь это касается Энтони Куинна. «Куинн играет здесь бывшую футбольную звезду Тома Капфена, который превратился в бездельника, шатающегося по подвальным джазовым клубам и забегаловкам в поисках экшна». Критик полагает, что в этой роли Куинн выступает «на полную катушку как слон в посудной лавке в роли неугомонного неандертальца в поиске острых развлечений, который постоянно угрожает изнасиловать свою заложницу». К нему присоединяется разносортная компания, в которую входят джазовый пианист Кикс (Немийя Персофф), отмороженная поклонница и бывшая подружка Хани (Кэтрин Грант), а также психопат с раскладным ножом Гейдж (Джей Робинсон).
По мнению Стаффорда, «фильм слетает с катушек, прежде всего, в непомерно раздутой игре Энтони Куинна,… а также Джея Робинсона, который настолько непреднамеренно смешон в роли сообщника Большого Тома, что каждый раз, когда он появляется на экране, фильм превращается скорее в пародию на жизнь богемных битников, чем на напряжённую мелодраму, чем совершенно очевидно стремиться себя представить». Как далее пишет Стаффорд, «не менее смешна и богемная сомнабулистка в исполнении Кэтрин Грант, которая в финальной сцене совершает неожиданный поворот». В одной из самых чрезмерных сцен, когда истеричная Эрика пытается вырваться из запертой комнаты на заброшенном складе, персонаж Грант говорит ей: «Я не могу тебе помочь. Выхода нет. Сама зайди внутрь. Закройся от мира». Немийя Персофф, по словам критика, «ненамного лучше со своей постоянной крутой болтовнёй типа „Бэби, давай сегодня исчезнем“. Лишь Кэрол Омарт иногда выдаёт правильную ноту страха и растерянности по поводу своей ситуации: „О таких вещах читаешь в газетах. Но они никогда не происходят с тобой“». Как резюмирует Стаффорд, «в сочетании с крайней серьёзностью остальных актёров, включая исполнивших небольшие роли Пола Стюарта и Барбары Николс, переигрывание Куинна достигает таких высот, что за его игрой даже доставляет наслаждение наблюдать в каком-то извращённом смысле».
С дугой стороны, рецензент Noir of the Week полагает, что «Куинн здесь довольно хорош в роли бывшего спортсмена, который не может смириться с жизнью человека, который ничего из себя не представляет. Хороша также и Грант, которая отлично показывает себя в роли уставшей бродяги».